# Prace Polonistyczne
Prace Polonistyczne – polskie czasopismo polonistyczne wydawane w Łodzi od 1937.
Od 1938 „Prace Polonistyczne” wychodziły jako pismo ogólnopolskie pod patronatem Oddziału Łódzkiego Towarzystwa Polonistów Rzeczypospolitej Polskiej; po II wojnie światowej wydawcą było Towarzystwo Literackie im. Adama Mickiewicza (do 1953), następnie Zakład Narodowy im. Ossolińskich, a od 1958 – Łódzkie Towarzystwo Naukowe. 
Rocznik publikuje rozprawy i materiały z zakresu historii literatury, ważne miejsce zajmują lodziana.
Kolejni redaktorzy „Prac Polonistycznych”:
- Stefania Skwarczyńska,
- Jan Zygmunt Jakubowski,
- Mieczysława Romankówna,
- Aniela Kowalska,
- Jan Trzynadlowski,
- Jan Dürr-Durski,
- Zdzisław Skwarczyński,
- Krystyna Poklewska,
- Wiesław Pusz,
- Marzena Karwowska.

Obecnie (2017) wydawcą pisma jest Łódzkie Towarzystwo Naukowe.
Czasopismo jest indeksowane m.in. w bazach: Index Copernicus, CEJSH (The Central European Journal of Social Sciences and Humanities), ERIH Plus, znajduje się na liście czasopism naukowych Ministra Nauki i Szkolnictwa Wyższego (w 2019 liczba punktów – 40).